# 克勞斯角
克勞斯角（英語：Krause Point）是南極洲的海岬，位於威廉二世地，處於科森角和菲爾希納角之間，根據美國海軍拍攝的空中照片繪入地圖，現時由南極條約體系管理。